# Stanisław Peszkowski
Stanisław Marian Peszkowski herbu Jastrzębiec (ur. 25 marca 1882 w Albigowej, zm. po 1933) – major piechoty Wojska Polskiego.

## Życiorys
Urodził się 25 marca 1882 w Albigowej, w ówczesnym powiecie łańcuckim Królestwa Galicji i Lodomerii, w rodzinie Stanisława (1839–1914) i Joanny z Bozowskich. Uczęszczał do c. k. Wyższego Gimnazjum w Rzeszowie, w którym 29 czerwca 1902 otrzymał świadectwo dojrzałości. 
W czasie I wojny światowej walczył w szeregach cesarsko-królewskiej Obrony Krajowej. Jego oddziałem macierzystym był 19 Pułk Piechoty Obrony Krajowej (w 1917 przemianowany na Pułk Strzelców Nr 19). Na stopień porucznika rezerwy został mianowany ze starszeństwem z 1 lipca 1915, a nadporucznika rezerwy ze starszeństwem z 1 sierpnia 1917. 
1 czerwca 1921 pełnił służbę na stanowisku dowódcy Obozu Internowanych Nr 3 w Łańcucie, a jego oddziałem macierzystym był 40 Pułk Piechoty. Z meldunku sporządzonego 12 czerwca 1921 przez ówczesnego pułkownika Sztabu Generalnego Stanisława Dowoyno-Sołłohuba do ministra spraw wojskowych wynika, że w tym czasie w obozie łańcuckim przebywało 2668 ludzi, w tym 192 kobiety i 60 dzieci, z których około 25% pochodziło z terenów przyłączonych do Polski na podstawie traktatu ryskiego, a komendant obozu – major Peszkowski „doskonale orientuje się w sprawach ukraińskich, postępuje zawsze taktownie, utrzymując również internowanych w należytej karności”. 3 maja 1922 został zweryfikowany w stopniu majora ze starszeństwem z 1 czerwca 1919 i 214. lokatą w korpusie oficerów piechoty, a jego oddziałem macierzystym był nadal 40 pp. 
Następnie został przeniesiony do 55 Pułku Piechoty w Lesznie i przydzielony do Powiatowej Komendy Uzupełnień Nisko na stanowisko komendanta. 11 października 1923 został przydzielony do Rezerwy Oficerów Sztabowych Dowództwa Okręgu Korpusu Nr X. Następnie został przeniesiony do 17 Pułku Piechoty w Rzeszowie na stanowisko dowódcy III batalionu. W lutym 1927 został przydzielony z 17 pp do Powiatowej Komendy Uzupełnień Sambor na stanowisko komendanta. W lipcu tego roku został przeniesiony do kadry oficerów piechoty z równoczesnym przydziałem do Powiatowej Komendy Uzupełnień Łańcut na stanowisko komendanta. Z dniem 31 marca 1928 został przeniesiony w stan spoczynku. Na emeryturze mieszkał w Łańcucie. W 1934, jako oficer stanu spoczynku pozostawał w ewidencji PKU Łańcut. Posiadał przydział do Oficerskiej Kadry Okręgowej Nr X. Był wówczas „przewidziany do użycia w czasie wojny”. 
Stanisław Marian Peszkowski był żonaty z Jadwigą z Boziewiczów (1881–1944), z którą miał syna Lesława Mariana (1911–1998).

## Ordery i odznaczenia
- Srebrny Medalem Zasługi Wojskowej z mieczami na wstążce Krzyża Zasługi Wojskowej[10]
- Brązowy Medalem Zasługi Wojskowej z mieczami na wstążce Krzyża Zasługi Wojskowej[10]